# Zawieście czerwone latarnie
Zawieście czerwone latarnie (chin. upr.: 大红灯笼高高挂; chin. trad.: 大紅燈籠高高掛; pinyin: Dà Hóng Dēnglóng Gāogāo Guà) – film chińsko-hongkońsko-tajwański z 1991 roku w reżyserii Zhanga Yimou, według powieści Su Tonga. W 1992 roku był nominowany do Oscara w kategorii najlepszy film nieangielskojęzyczny.

## Obsada
- Gong Li – Songlian (czwarta konkubina)
- He Caifei – Meishan (trzecia konkubina)
- Cao Cuifen – Zhuoyun (druga konkubina)
- Qi Zhao – gospodarz
- Lin Kong – Yan’er (służąca Songlian)
- Jin Shuyuan – Yuru (pierwsza żona)
- Ma Jingwu – Mistrz Chen
- Cui Zhihgang – Doktor Gao
- Xiao Chu – Feipu (najstarszy syn Mistrza)
- Cao Zhengyin – stara służąca
- Ding Weimin – matka Songlian